# 克里夫蘭 (密蘇里州)
克里夫蘭（英語：Cleveland）是位於美國密蘇里州卡斯縣的城市。

## 人口
根據2020年美國人口普查的數據，克里夫蘭的面積為3.90平方千米，當中陸地面積為3.85平方千米，而水域面積為0.05平方千米。當地共有人口650人，而人口密度為每平方千米167人。